# Retención de datos de telecomunicación
En el campo de las telecomunicaciones, retención de datos (o preservación de datos) generalmente se refiere al almacenamiento de los registros de detalles de llamadas de telefonía, tráfico de internet y transacción de datos por el estado y organizaciones comerciales. En el caso de retención de datos estatales, los datos almacenados son normalmente con relación al envío y recepción de llamadas, correos electrónicos y sitios web visitados. En ocasiones el registro geográfico de las llamadas es también es recolectado.
El objetivo primario en la retención de datos estatales es el  análisis de tráfico y vigilancia masiva. Mediante el análisis de los datos almacenados, el estado puede identificar la ubicación de individuos, asociaciones de personas o los miembros de un grupo cualquiera tales como de oposición política. Estas actividades pueden ser o no legales, dependiendo de la constitución y las leyes de cada país. En algunas jurisdicciones el acceso a estas bases de datos puede ser hecha por un gobierno con poca o ninguna supervisión judicial.
En el caso de retención de datos comerciales, los datos retenidos son normalmente de transacciones y sitios web visitados.
La retención de datos también abarca la recolección por otros medios tales como el reconocimiento automático de placas de vehículos.

## Retención de datos en América Latina

### Retención obligatoria de datos en Colombia
Según el Artículo 44 de la Ley 1621 de 2013 (Ley de Inteligencia y contrainteligencia) los operadores de servicios de telecomunicaciones están obligados a suministrar a los organismos de inteligencia y contrainteligencia lo siguiente:
- El historial de comunicaciones de los abonados telefónicos vinculados
- Los datos técnicos de identificación de los suscriptores
- La localización de las celdas en que se encuentran las terminales
- Cualquier información que contribuya a la localización del abonado.

En el mismo artículo se establece la obligación del operador de servicios de telecomunicaciones de retener los datos de tráfico por un periodo de cinco (5) años.
Los directores de los organismos de inteligencia o sus delegados están encargados de presentar por escrito a los operadores de servicios de telecomunicaciones la solicitud de esta información.
La interceptación de comunicaciones estará sujeta a los procedimientos establecidos por el artículo 15 de la Constitución y el Código de Procedimiento Penal y solo podrá llevarse a cabo en el marco de procesos judiciales.
La Corte Constitucional mediante la Sentencia C-540-12 del 12 de julio de 2012, expuesta por el Magistrado Ponente Dr. Jorge Iván Palacio Palacio, efectuó la revisión de constitucionalidad de la Ley 1621 y declaró exequible este artículo,  argumentando que la disposición está ajustada al ordenamiento constitucional. Sin embargo, explica que debe desenvolverse en el marco de la vigencia de los derechos fundamentales y sustentarse en criterios de razonabilidad y proporcionalidad para que su empleo se restrinja a casos en que el acopio de la información resulta imprescindible para el cumplimiento de los fines de la función de inteligencia y contrainteligencia.
El decreto 1704 del 15 de agosto de 2012 firmado por los ministros de Justicia y del Derecho, Defensa y Tecnologías de la información y las Comunicaciones, que reglamenta la interceptación de comunicaciones además aclara que el Estado impone a los proveedores de redes y servicios de telecomunicaciones obligaciones de provisión de servicios y uso de infraestructura por razones de defensa nacional y seguridad pública. En el Artículo 4 de este decreto se estipuló que los proveedores de redes y servicios de telecomunicaciones deben suministrar a la Fiscalía General de la Nación o demás autoridades competentes, a través del grupo de Policía Judicial designado para la investigación del caso, los datos del suscriptor, tales como identidad, dirección de facturación y tipo de conexión de forma inmediata y que deben mantener actualizada la información de sus suscriptores y conservarla por el término de cinco años, en concordancia con la ley de inteligencia y contrainteligencia.

### Retención obligatoria de datos en Perú
El Decreto Legislativo 1182 fue proclamado el 27 de julio de 2015 por el presidente Ollanta Humala, obligando a los proveedores de servicios de Internet y de telefonía móvil a retener los datos de sus usuarios por un lapso de tres años.

## Protección contra la retención de datos
La propuesta de algunas directivas actuales obligaría a los ISP a registrar las comunicaciones de internet de sus usuarios. El supuesto básico es que esta información puede ser utilizada para identificar con quien alguien, ya sea ciudadano o terrorista inocente, se ha comunicado en un intervalo de tiempo específico.
Creer que tales mandatos son útiles es ignorar que ciertas comunidades comprometidas de profesionales del cifrado se han estado preparando para tal legislación durante décadas. A continuación se presentan algunas estrategias disponibles hoy en día para que cualquier persona pueda protegerse, evitando este tipo de rastros, y haciendo de este tipo de operaciones de dudosa legalidad totalmente inútiles.

### Servicios de proxy anónimos: Web
Hay servidores proxy anónimos que proporcionan un acceso a la web un poco más privado. Estos proxys deberían usar cifrado  HTTPS a fin de proporcionar un nivel de protección en absoluto. Desafortunadamente, estos proxys requieren que el usuario coloque una gran cantidad de confianza en el operador del proxy (ya que ven todo lo que el usuario hace a través de HTTP), y pueden estar sujetos a análisis de tráfico.

### Comunicaciones P2P
Algunos servicios P2P como la transferencia de archivos o voz sobre IP utilizan otros equipos para permitir la comunicación entre ordenadores detrás de cortafuegos. Esto significa que tratar de seguir una llamada entre dos ciudadanos podría, por error, identificar un tercer ciudadano consciente de la comunicación.

### Herramientas para mejorar la privacidad
Para los ciudadanos conscientes de la seguridad con un poco de conocimientos técnicos básicos, herramientas como  I2P, Tor,  mixmaster y las opciones en criptografía integradas en muchos clientes de correo modernos pueden ser empleados.
 I2P - La Red Anónima es una red internacional de anonimato, que tiene por objeto no solo eludir la retención de datos, sino también hacer que el espionaje por otras partes sea imposible. La estructura es similar a la que TOR (ver siguiente párrafo) utiliza, pero hay diferencias sustanciales. Protege mejor contra el análisis de tráfico y ofrece un anonimato fuerte y cifrado del tráfico en una red interna de extremo a extremo. Debido a los túneles unidireccionales, son menos propensos a ataques de temporización que Tor. En I2P hay varios servicios anónimos disponibles: navegación, correos electrónicos, mensajería instantánea, intercambio de archivos y alojamiento de sitios web.
 Tor es un proyecto de la organización sin ánimo de lucro Proyecto Tor para desarrollar y mejorar una red de Encaminamiento_de_cebolla para proteger a sus usuarios de análisis de tráfico. Mixmaster es un servicio de reenvío de correo electrónico que permite el envío anónimo.
 JAP es un proyecto muy similar a Tor. Está diseñado para enrutar las peticiones web a través de varios servidores proxy para ocultar la dirección de Internet a los usuarios finales. El soporte de Tor ha sido incluido en JAP.

## Iniciativa contra la extensa retención de datos
El grupo alemán de retención de datos (The Arbeitskreis Vorratsdatenspeicherung) es una asociación de activistas en derechos civiles, protección de datos y usuarios de internet. Los Arbeitskreis coordinan una campaña en contra de la introducción de retención de datos en Alemania.
Un análisis de las estadísticas de la agencia federal del crimen publicada el 27 de enero por la "Civil liberties NGO AK Vorrat" reveló que la retención de datos no ha hecho un enjuiciamiento de delitos graves más eficaz.
Mientras la comisión de la Unión Europea esta considerando actualmente cambios a la controversial directiva de retención de datos de EU, una coalición de más de 100 asociaciones en libertades civiles, protección de datos y derechos humanos, juristas, sindicatos y otros están instando a la Comisión a proponer la derogación de los requisitos de la UE con respecto a la retención de datos a favor de un sistema de conservación rápida y recogida selectiva de los datos de tráfico.

## Planes para extender la retención de datos a las redes sociales
En noviembre de 2012, una investigación parlamentaria en el Bundestag reveló los planes de algunos países de la UE, incluyendo a Francia, a extender la retención de datos a los chats y las redes sociales. Por otra parte, la Oficina Federal Alemana para la Protección de la Constitución (agencia de inteligencia nacional de Alemania) ha confirmado que ha estado trabajando con el Comité Técnico ETSI LI desde 2003.